# Pihen-lès-Guînes
Pihen-lès-Guînes è un comune francese di 505 abitanti situato nel dipartimento del Passo di Calais nella regione dell'Alta Francia.

## Società

### Evoluzione demografica
Abitanti censiti